# Autolyca elena
Autolyca elena är en insektsart som beskrevs av Andrej Vasiljevitj Gorochov och Berezin 2008. Autolyca elena ingår i släktet Autolyca och familjen Pseudophasmatidae. Inga underarter finns listade.